# Ischnocnema sambaqui
Espèce
Synonymes
- Eleutherodactylus sambaqui Castanho & Haddad, 2000

Statut de conservation UICN

 DD  : Données insuffisantes
Ischnocnema sambaqui  est une espèce d'amphibiens de la famille des Brachycephalidae.

## Répartition
Cette espèce est endémique du Paraná au Brésil. Elle se rencontre à 40 m d'altitude dans la municipalité de Guaraqueçaba.

## Publication originale
- Castanho & Haddad, 2000 : New species of Eleutherodactylus (Amphibia: Leptodactylidae) from Guaraquecaba, Atlantic Forest of Brazil. Copeia, vol. 2000, no 3, p. 777-781.